# Микрорельеф
Микрорелье́ф (от микро… и рельеф) — локальные формы рельефа с типичным разбросом высот в несколько метров. Микрорельеф является деталью более крупных форм рельефа: прирусловые валы, речные косы, степные блюдца и возникает обычно в результате экзогенной или антропогенной активности.